# Acraea zambesina
Acraea zambesina is een vlinder uit de familie van de Nymphalidae. De wetenschappelijke naam van de soort is voor het eerst geldig gepubliceerd in 1908 door Per Olof Christopher Aurivillius.